# Gáspár Sándor (színművész)
Gáspár Sándor (Szentes, 1956. április 9. –) Kossuth- és Jászai Mari-díjas magyar színész, érdemes művész.

## Élete
Szentesen nőtt fel, ahol a természet és az állatok közelsége, a gazdag érzelmi, családi háttér, az összetartás, a közös munka ereje, de a színjátszás, a sportolás lehetősége is megadatott neki. Édesapja Gáspár Sándor boltvezető, édesanyja Simon Erzsébet könyvelő volt. A szentesi Horváth Mihály Gimnázium fizika-kémia szakos osztályába járt. Gyermekkorában édesapja szigorúan nevelte, majd a katonaság után, a főiskolás éveitől a legodaadóbb, legjobb barátjává vált. Öccse, Gáspár Tibor is színész, akivel mesterségükben az otthonról hozott értékrendre támaszkodnak.
1979-ben végezte el a Színház- és Filmművészeti Főiskolát, ahonnan a Vígszínházhoz szerződött. 1982-ben a budapesti Katona József Színház alapító tagja volt, ahol Bán Jánossal és Dörner Györggyel játszották együtt – később máshol is, összesen több mint harminc évig – a még a főiskolán bemutatott Stílusgyakorlatokat. 1987-től szabadfoglalkozású színművész volt. 1993-ban egyik alapítója volt Törőcsik Mari rövid életű Művész Színházának, majd az annak tagjaiból alakult Kelemen László Színkörnek, melyet 1998-ban Márta István fogadott be az Új Színházba. 2000-től 2011-ig, Dörner György igazgatóvá választásáig – akivel a pályázatában foglaltakkal kapcsolatos véleménykülönbségük ellenére régi barátságuk megmaradt – volt az Új Színház, majd a Nemzeti Színház művésze (2011–2013). 2013-tól a székesfehérvári Vörösmarty Színház tagja.
Színházi tevékenysége mellett számos filmben látható és hallható. Két első filmes debütálása volt: Az erőd című film Lauro szerepében és harmadéves főiskolásként Gyarmathy Lívia Minden szerdán című filmjében, ami utóbbiban Jiří Menzellel játszhatott együtt. A legtöbbet Grunwalsky Ferenccel forgatott – akitől sokat tanult is – és sokat dolgozott együtt többek között Molnár Júliával, Koltai Róberttel, Rudolf Péterrel.
2003-ban elvált, felesége Bánsági Ildikó Kossuth-díjas színésznő volt. Lányuk, Gáspár Kata (1987) a szülők hivatásának folytatója, fiuk Gáspár Gergely (néhol Gergő, 1982) dobol. 

## Főbb színházi szerepei
A Színházi adattárban regisztrált bemutatóinak száma: 91.
- John Merrick (Pomerance: Az elefántember)
- Shylock (Shakespeare: A velencei kalmár)
- Oskar H. Kroge (Klaus Mann: Mephisto)
- Queneau: Stílusgyakorlat
- Klitander (Molière: Tudós nők)
- Bergetto (John Ford: Kár, hogy kurva)
- Fedityik (Csehov: Három nővér)
- Mozsbolt (Kusan: Galócza)
- Popriscsin (Gogol–Taub J.: Egy őrült naplója)
- Franz (Kroetz: Vadászat)
- Pyrgopolinices (Plautus: A hetvenkedő katona)
- „B” (Mrożek: Mulatság).
- Férfi (Spiró György: Koccanás)
- Vencel (Schwajda György: A csoda)
- Alfons (Füst Milán: Máli néni)

## Filmjei
- A renitens (2025)
- Lepattanó (2024)
- Hadik (2023)
- Ítélet és kegyelem (2021)
- A mi emberünk (2019)
- Házasságtörés (2019)
- Tóth János (2018–2019) (tv-sorozat)
- Vándorszínészek (2018)
- Csandra szekere (2017)[10]
- Kincsem (2014)
- Hacktion: Újratöltve (2012–2014) (tv-sorozat)
- Hacktion (2012) (tv-sorozat)
- Pillangó (2012)
- Égi madár (2011)
- Üvegtigris 3. (2010)
- Tűzvonalban (2010) (tv-sorozat)
- Állomás (2009-2010) (tv-sorozat)
- Koccanás (2009 – TV-film Rendező: Török Ferenc)
- Line Knutzon: „Közeleg az idő” (TV-film)
- Irodalom (2008)
- Megy a gőzös (2007)
- Delta (2007)
- A Nap utcai fiúk (2007)
- Tavasz, nyár, ősz (2007)
- Budakeszi srácok (2006)
- Egy bolond százat csinál (2006)
- A hét nyolcadik napja (2006)
- Üvegtigris 2. (2006)
- Magyar vándor (2004)
- Világszám! (2004)
- Zsiguli (2004)
- Karácsony verse (2003) (TV-film)
- Lili (2003) (TV-film)
- Telitalálat (2003)
- Előre! (2002)
- Csocsó, avagy éljen május elseje! (2001)
- A titkos háború (2001)
- Torzók (2001)
- Üvegtigris (2001)
- Egyszer élünk (2000)
- Árnyékban (1999) (TV-film)
- Félválófél (1999)
- Hippolyt (1999)
- A rózsa vére (1998)
- Visszatérés (Kicsi, de nagyon erős 2.) (1998)
- A miniszter félrelép (1997)
- Rege a csodaszarvasról (1996)
- A rossz orvos (1996)
- Három idegen úr (1995) (TV-film)
- Herczeg Ferenc: A harmadik testőr (1995) (TV-film)
- Woyzeck (1993)
- Goldberg variációk (1992)
- Ördög vigye (1992) (TV-film)
- Roncsfilm (1992)
- Karel Čapek: Végzetes szerelem játéka (1991) (TV-film)
- Vörös vurstli (1991) (TV-film)
- Csapd le csacsi! (1990)
- Kicsi, de nagyon erős (1989)
- Toldi (1989) (TV-film)
- Tutajosok (1989)
- Egy teljes nap (1988)
- Ítéletidő (1988) (TV-film)[11]
- Isten veletek, barátaim! (1987)
- Csók, Anyu (1986)
- Mami blú (1986)
- Üvegvár a Mississippin (1985) (TV-film)
- Falfúró (1985)
- Képvadászok (1985)
- T.I.R. (1985) (tévésorozat)
- Csodatopán (1984) (TV-film)
- Lélekvándorlás (1983) (TV-film)
- A piac (1983) (TV-film), Kecsege
- Fogadó az „Örök világossághoz” (1982)
- A transzport (1981)
- Ki beszél itt szerelemről? (1980)
- Vihar a lombikban (1980)
- Az erőd (1979) ...Lauro
- "A Mester zárva tartja műhelyét" (TV-film)
- Krampampuli (TV-film)
- A madár, fiaihoz (TV-film)
- Schwajda György: A csoda (TV-film)
- Szószátyárok (TV-film)
- Taub János (TV-film)
- Holtodiglan (tévéfilm, 1978)

## Hangjátékok
- Száraz Miklós György: Lovak a ködben (2019)
- Balázs József: Magyarok (2015)
- Ottlik Géza: Buda – Medve (2012)[12]
- Krúdy Gyula: Mohács (2012)
- Janicsek Péter és Toepler Zoltán: Mínusz egy (2012)
- A titokzatos világválogatott - Válogatás Darvasi László novelláiból (2004)
- Csukás István: Mi az adu? (2004)
- Friedrich Hebbel : A rubin (2002)
- Tersánszky Józsi Jenő: Két zöld ász – az író hangja (2002)[13]
- Határ Győző: Asszonyok gyöngye (2001)
- Vajda István: A fekete tükör (2000)
- Tendulkar, Vijay: Shakharám Binder háza (2000)
- Szakonyi Károly: A normann vér (1997)
- Jaroslav Hasek: Svejk, egy derék katona kalandjai a világháborúban (1997)
- Pierre Carlet de Marivaux: Próbatétel (1997)
- Tar Sándor: Lassú teher – apa (1996)[14]
- Bertha Bulcsu: Utazás fehér lavórban (1997)
- Zalán Tibor: A vak (1996)
- Gion Nándor: Ott zöldebb volt az erdő (1996)
- Spiró György: Vak Béla király (1995)
- Shakespeare: A windsori víg nők – Ford (1995)[15]
- Móricz Zsigmond: Hét krajcár – felolvasó (1994)[16]
- Csehov, Anton Pavlovics: A fekete barát (1995)
- Ágh István: Eljárulás István királyhoz (1994)
- Zalán Tibor: A kis rohadék (1993)
- Jerofejev, Venegyikt: Moszkva - Petuski (1993)
- Békés Pál: Turnusvég (1993)
- Rádiószínház – Tar Sándor írásaiból (1992)
- Ruitner Sándor: Lacrimosa (1991)
- Puskás Károly: Fráter Erzsi (1991)
- Nógrádi Gábor: Gyerekrablás a Palánk utcában (1989)
- Krúdy Gyula: A kártya (1988)
- Gosztonyi János: Hamuban sült kalács (1988)
- Vámos Miklós: Nyelvek és utak (1987)
- Rákosi Gergely: Az óriástök (1987)
- Csiki László: Cicus és kutyus (1987)
- Vlagyimir Maskov: Miből lesz a csodagyerek? (1986)
- Vampilov, Alekszandr: Húsz perc az angyallal (1986)
- Nemes István: Rallye (1986)
- Kazys Saja: Rozsdás víz (1986)
- Hernádi Gyula: Gólem – hadnagy (1986)[17]
- Franz Fühmann: Árnyak (1986)
- Baranyai László: Szerbusz (1986)
- Molnár Ferenc: Az ismeretlen lány (1985)
- Csetényi Anikó: A sárkány hét feje (1985)
- Mándy Iván: Lebontott világ (1984)
- Vészi Endre: A lepecsételt lakás (1983)
- Kós Károly: Varjú nemzetség (1983)
- Bárány Tamás: Egy boldog família (1983)
- Kolozsvári Grandpierre Emil: A törökfejes kopja (1982)
- Giles Cooper: Ha fegyelmezik őket (1981)

## Hangoskönyvek
- Arany János és Petőfi Sándor levelezése (Gáspár Sándor és Hirtling István előadásában, Kossuth Kiadó, 2018 ISBN 9789630992701)[18]

## Díjai, elismerései
- Jászai Mari-díj (1986)
- Érdemes művész (1999)
- Arlecchino-díj: legjobb férfi alakítás (2003)
- Szentes Városért Érdemérem (2004)[19]
- Kossuth-díj (2009)[20]
- Budapestért díj (2011)
- Páger Antal-színészdíj (2014)
- Szentes díszpolgára (2015)[21]